# Anne Marguerite Gabrielle de Beauveau-Craon
Anne Marguerite Gabrielle de Beauveau-Craon, allmänt känd som marskalkinnan de Mirepoix (Marechale de Mirepoix), född 28 april 1707, död 12 mars 1792 i Bryssel, var en fransk aristokrat och libertin. Hon var en känd gestalt från Ludvig XV:s hov, omtalad för sin utsvävande livsstil och betraktades som en kvinnlig motsvarighet till libertinerna prins de Conti och  hertig de Richelieu.

## Biografi
Anne Marguerite Gabrielle de Beauveau-Craon var dotter till Marc de Beauvau, prins av Craon, och Anne Marguerite de Ligniville, och syster till Marie Françoise Catherine de Beauvau-Craon. Hon gifte sig 1721 med Jacques Henri av Lorraine, prins av Lixheim (död 1734), och 1739 med Gaston Pierre Charles de Lévis, marskalk de Mirepoix (död 1757). Hon fick inga barn. 
Under Ludvig XV:s regeringstid deltog hon flitigt i sällskapslivet vid hovet. Hon tillhörde den personliga vänskapskretsen kring kungen och blev en uppmärksammad figur. Hon var föremål för en hel del skvaller och är omnämnd i många memoarer, brev och dagböcker från den tiden. Hon var omtalad för sitt slöseri och skapade ständigt skulder vid spelbordet, men kunde ändå fortsätta leva i lyx tack vare sin goda ställning hos kungen.
Som personlig vän till Ludvig XV fick hon en gynnad ställning vid hovet genom att uppträda vänskapligt mot hans mätresser, vilket gav henne kungens tacksamhet och därmed många fördelar, men också ett dåligt rykte i de kretsar som ogillande kungens äktenskapsbrott. Madame du Barry presenterades som kungens officiella mätress vid hovet år 1769 och bojkottades initialt på grund av sitt förflutna som prostituerad. Kungen utsåg därför åtta högadliga kvinnor för att integrera du Barry vid hovadeln genom att göra henne sällskap, och Mirepoix var den mest framträdande av dessa kvinnor, som fick namnet soupeuse, eftersom de närvarade vid kungens och du Barrys supéer. Detta gav Mirepoix dåligt rykte inom vissa delar av hovet och det påstods att hon kunde göra detta enbart för att hennes rykte redan förut var så dåligt att hon inte förlorade något på saken.
Efter Ludvig XV:s död 1774 blev hon liksom övriga bekanta till Madame du Barry inte väl sedd av Marie Antoinette. Hon lämnade Frankrike efter franska revolutionens utbrott 1789 och avled i Bryssel.